# Флотаційна машина з вібраційним аератором

Схема флотаційної машини з вібраційним аератором (а — розріз; б — вібраційний аератор)
(1 — корпус камери; 2 — електромагнітний вібратор; 3 — порожня штанга; 4 — імпелер; 5 — штуцер; 6 — конусні отвори; 7 — радіальні труби; 8 — отвори.

Флотаці́йна маши́на з вібраці́йним аера́тором (Росія) — належить до пневмомеханічних флотаційних машин, реалізує можливість використання звукових коливань для диспергування повітря.
Машина складається з камери 1, електромагнітного вібратора 2, який з'єднаний порожньою штангою 3 з імпелером 4. Стиснене повітря через штуцер 5 і порожню штангу подається в імпелер, який являє собою диск з листового заліза. У диску є конусні отвори 6, які рівномірно розташовані по всій площі диску. На нижньому боці диска радіальні труби 7 виведені до порожнього валу і забезпечені отворами 8, які розташовані співвісно з конусними отворами 6.
При вібрації дискового аератора через конусні отвори відбувається рух пульпи від аератора до днища камери, потім до бокових стінок і знов до аератора. При виході пульпи з конусних отворів створюються зони розрідження. У ці зони надходить повітря з отворів 8 і, крім того, виділяються розчинені гази. Циркуляція пульпи затримує бульбашки в нижній зоні камери, у верхній зоні пульпа відносно спокійна.
Застосування вібраційного руху робочого органа замість обертального може знизити витрати електроенергії і зменшити знос робочих органів.